# Katharine Luomala
Katharine Luomala (10 de septiembre de 1907 - 27 de febrero de 1992) fue una antropóloga estadounidense conocida por sus estudios de mitología comparada en Oceanía .
Nacida en Cloquet, Minnesota y educada en la Universidad de California, Berkeley, Luomala comenzó allí sus estudios antropológicos trabajando con el pueblo navajo en la década de 1930, relatando sus cambios de vida. Obtuvo su licenciatura en 1931, su maestría en 1933 y su doctorado en 1936.En 1941 se convirtió en asociada honoraria del Bishop Museum de Hawaii, cargo que mantuvo durante el resto de su vida laboral. En 1946 se convirtió en profesora de antropología en la Universidad de Hawai'i en Mānoa, donde estudió mitología hawaiana y, a partir de 1950, etnobotánica de las islas Gilbert, permaneciendo allí hasta su jubilación en 1973. Luomala era miembro de la Asociación Antropológica Estadounidense y miembro de la Sociedad Antropológica de Hawaii, la Sociedad Polinesia, Phi Beta Kappa y Sigma Xi .  
Luomala era dueña del MV Joyita en el momento del accidente de la embarcación en 1955. El libro de Luomala de 1955, Voices on the Wind, fue el libro utilizado como referencia por el imaginero Rolly Crump mientras diseñaba Enchanted Tiki Room de Walt Disney y su pre-show. Crump también se refirió al libro como Whispers on the Wind . Es lo que contribuyó en gran medida a la popularidad de la " cultura Tiki " estadounidense. 